# 山崎篤
山崎　篤（やまざき あつし、1945年9月21日 - ）は日本の実業家。元ヤマト運輸社長。東京都出身。

## 経歴
- 1969年3月 - 早稲田大学商学部卒業。
- 1969年4月 - 大和運輸㈱入社。
- 1981年3月 - 同社大阪主管支店長。
- 1986年7月 - 同社関西支社営業部長。
- 1988年2月 - 同社人事部人事課長。
- 1991年6月 - 同社北東京主管支店長
- 1993年9月 - 同社関西支社長。
- 1995年6月 - 同社取締役関西支社長。
- 1999年6月 - 同社常務取締役営業戦略本部長。
- 2002年6月 - 同社常務取締役営業担当。
- 2003年6月 - ヤマト運輸代表取締役社長。
- 2005年11月 - 代表取締役社長退任。